# ʻAkilisi Pohiva

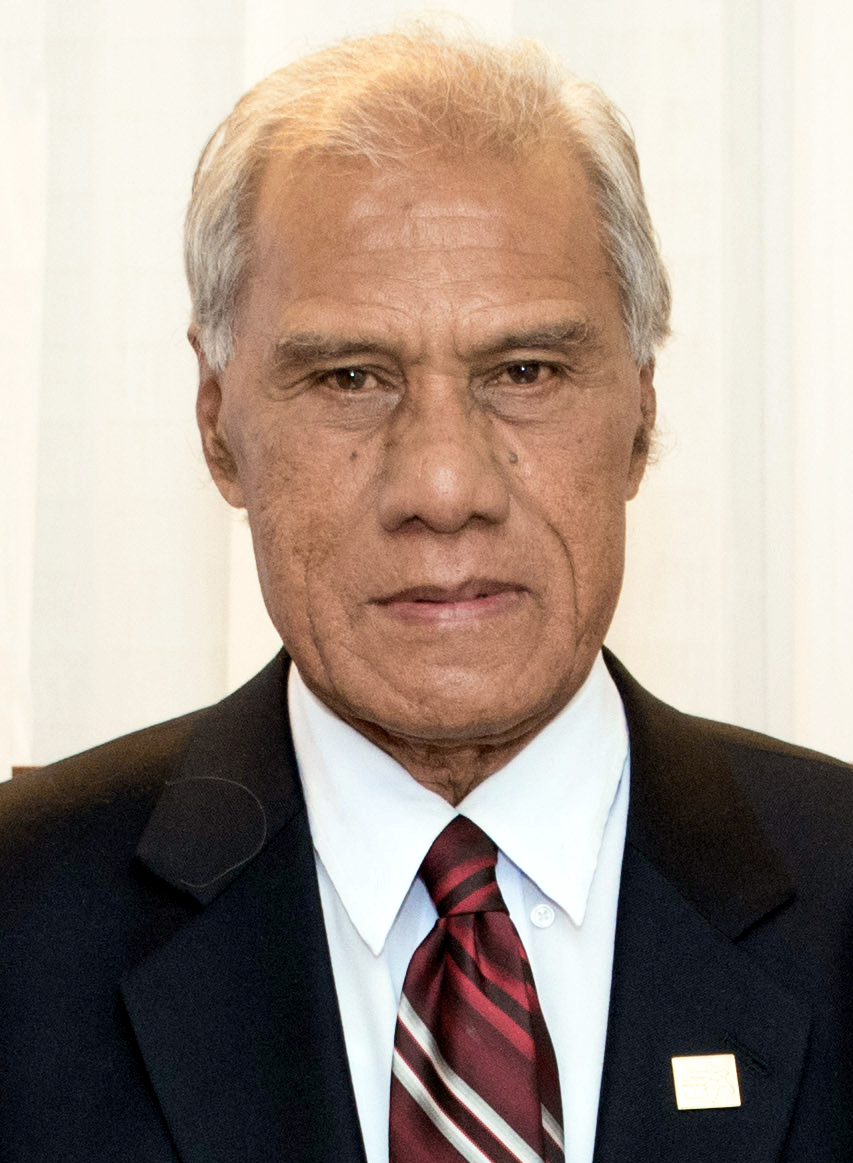
ʻAkilisi Pohiva (2016)

Samiuela ʻAkilisi Pōhiva (* 7. April 1941; † 12. September 2019) war ein tongaischer Politiker und von 2014 bis zu seinem Tod Premierminister seines Landes.

## Leben
Pohiva studierte an der University of the South Pacific Pädagogik und war als Lehrer in Tonga tätig. Seit 1987 war Pohiva Abgeordneter im Fale Alea. Ab 1996 war er mehrfach für sein politisches Vorgehen in Haft genommen worden. Vom 4. Januar 2011 bis 13. Januar 2011 war Pohiva kurzzeitig Gesundheitsminister von Tonga, er trat aus Protest gegen die Vergabe von zwei Ministerposten, die nicht aus den Reihen der gewählten Parlamentsmitglieder ernannt wurden, zurück.
Seit 30. Dezember 2014 war Pohiva Premierminister von Tonga als erster Ministerpräsident aus den Reihen des Volkes.
Pohiva war Mitglied der politischen Partei Human Rights and Democracy Movement in Tonga. Seit 2010 war er Mitglied der Democratic Party of the Friendly Islands (Paati Temokalati 'a e 'Otu Motu 'Anga'ofa). Er war mit Neomai Pohiva verheiratet.